# San Giuliano di Puglia
San Giuliano di Puglia község (comune) Olaszország Molise régiójában, Campobasso megyében.

## Fekvése
A megye keleti részén fekszik. Határai: Bonefro, Casalnuovo Monterotaro, Castelnuovo della Daunia, Colletorto, Sant’Elia a Pianisi és Santa Croce di Magliano.

## Története
A 11. században alapították. A következő századokban nemesi birtok volt. A 19. században nyerte el önállóságát, amikor a Nápolyi Királyságban felszámolták a feudalizmust.

## Népessége
A népesség számának alakulása:

## Főbb látnivalói
- San Giuliano-templom